# Wiedergeltinger Wäldchen
Wiedergeltinger Wäldchen este o arie protejată (arie specială de conservare — SAC, sit de importanță comunitară — SCI) din Germania întinsă pe o suprafață de 27,1 ha, integral pe uscat.

## Localizare
Centrul sitului Wiedergeltinger Wäldchen este situat la coordonatele 48°01′24″N 10°41′05″E / 48.0233°N 10.6847°E.

## Înființare
Situl Wiedergeltinger Wäldchen a fost declarat sit de importanță comunitară în martie 2001 pentru a proteja 1 specie de plante. Situl a fost protejat și ca arie specială de conservare în aprilie 2016.

## Biodiversitate
Situată în ecoregiunea continentală, aria protejată conține 2 habitate naturale: Pajiști uscate seminaturale și facies de acoperire cu tufișuri pe substraturi calcaroase (Festuco-Brometalia) (* situri importante pentru orhidee), Pajiști cu Molinia pe soluri calcaroase, turboase sau argilos-nămoloase (Molinion caeruleae).
La baza desemnării sitului se află o specie protejată de  plante: papucul doamnei (Cypripedium calceolus).